# Xolile Tshabalala
Xolile Tshabalala es una actriz sudafricana. Es conocida por su actuación en las series de televisión 4Play: Sex Tips for Girls, Secrets & Scandals, Blood & Water y Housekeepers.

## Biografía
Tshabalala nació el 9 de abril de 1977. Se graduó de la Escuela Nacional en Artes teatrales.
Ha protagonizado diversas producciones de televisión como Soul City, Secrets & Scandals y Blood & Watery.
En 2007, se unió a la temporada 5 de NCIS como 'Sayda Zuri', en el episodio titulado Designated Target. Se hizo conocida por producciones televisivas como Secret in my Bosom, Scoop Schoombie, Justice for All e Isidingo.
En 2005, dejó la actuación y viajó a  Estados Unidos para asistir a la Academia de Cine de Nueva York. Regresó a Sudáfrica en 2010 e interpretó el papel de 'Noma' en la serie de televisión 4Play: Sex Tips for Girls y a 'Mandi Mbalula' en la serie Fallen en 2011. En 2013, apareció como 'Gugu' en High Rollers de SABC 3.
En 2006, fue nominada al premio Golden Horn como mejor actriz de reparto por Generations. En 2012, fue nuevamente nominada en la misma categoría de los premios por su actuación en Fallen. En la edición de los premios 2013 fue nominada como Mejor Actriz principal por su papel en 4Play: Sex Tips for Girls. En 2016, fue nominada en la categoría Mejor Logro para una Actriz Principal por su papel en la película para televisión Rise.
En 2020, dio vida a 'Nwabisa Bhele' en la serie original de Netflix Blood & Water, una de las series televisivas de mayor audiencia en Sudáfrica.

## Filmografía
| Año  | Título                    | Rol                | Tipo                | Ref.        |
| ---- | ------------------------- | ------------------ | ------------------- | ----------- |
| 2002 | Generations               | Julia Montene      | Serie de televisión |             |
| 2005 | Rift                      |                    | Corto               |             |
| 2007 | NCIS                      | Sayda Zuri         | Serie de televisión |             |
| 2007 | 90 Plein Street           | Precious           | Serie de televisión |             |
| 2007 | Jacob's Cross             | Busi               | Serie de televisión |             |
| 2007 | Rhythm City               | Stella             | Serie de televisión |             |
| 2008 | Hard Copy                 | Maestra            | Serie de televisión |             |
| 2008 | Sokhulu & Partners        | Nosipho Nokwe      | Serie de televisión |             |
| 2010 | 4Play: Sex Tips for Girls | Noma               | Serie de televisión |             |
| 2010 | Intersexions              | Doctora            | Serie de televisión |             |
| 2011 | Fallen                    | Mandi Mbalula      | Serie de televisión |             |
| 2011 | Muvhango                  | Senamile           | Serie de televisión |             |
| 2013 | High Roller               | Gugu Mogale        | Serie de televisión |             |
| 2014 | Kota Life Crisis          | Hlengiwe           | Serie de televisión |             |
| 2014 | Soul City                 | Hermana Zama       | Serie de televisión | [ 2 ] [ 4 ] |
| 2015 | Rise                      | Fezeka Dlamini     | Serie de televisión | [ 2 ]       |
| 2017 | Miraculous Weapons        | Lesedi, productora | Película            |             |
| 2017 | Secrets & Scandals        | Felicia Okpara     | Serie de televisión |             |
| 2018 | Ingozi                    | Angela Ndamase     | Serie de televisión |             |
| 2020 | Blood & Water             | Nwabisa Bhele      | Serie de televisión | [ 5 ]       |
| 2020 | Housekeepers              | Noluthando Ngubane | Serie de televisión |             |